# Stig Waldenström
Stig Waldenström, född den 6 maj 1917 i Stockholm, död där den 8 januari 1998, var en svensk militär. Han var sonson till Alfred Waldenström.
Waldenström blev fänrik vid Svea livgarde 1941, löjtnant där 1943 och kapten 1950. Han genomgick vid Krigshögskolan 1948–1950 och Försvarshögskolan 1967. Waldenström övergick som kapten vid generalstabskåren 1954 och till Västerbottens regemente 1959. Han blev stabschef vid IV. militärområdet 1960 och chef för hemvärnsstaben 1961. Waldenström befordrades till major vid generalstabskåren 1960, till överstelöjtnant 1963 och till överste 1972. Han var chef för svenska FN-bataljonen i Gazaremsan 1962, medlem av de neutrala nationernas övervakningskommission i Korea 1971, militär rådgivare vid Sveriges ständiga representation vid Förenta nationerna i New York 1974–1978 och chef för Förenta nationernas militära observatörsgrupp i Indien och Pakistan med brigadgenerals grad 1978–1982. Waldenström blev riddare av Svärdsorden 1960. Han vilar på Norra begravningsplatsen utanför Stockholm.